# المحفل الروحاني في البهائية
المحفل الروحاني هو مصطلحٌ استخدمه عبدالبهاء للإشارة إلى المجالس المنتخبة التي تتولى إدارة شؤون الجامعة البهائية. ونظرًا لعدم وجود رجال دينٍ في الديانة البهائية، يتولى هؤلاء الأعضاء مسؤوليات إدارة المجتمع. إضافةً إلى المحافل الروحانية المحلية، توجد محافل روحانية مركزية على المستوى الوطني. وتُعد المحافل الروحانية جزءًا من الفرع المنتخب في النظام الإداري البهائي.

## الطبيعة والغرض
ذكر بهاءالله، مؤسس البهائية، وابنه عبدالبهاء، وشوقي أفندي كيفية انتخاب المحافل الروحانية من قِبَل البهائيين، وحددوا طبيعتها وأهدافها، وشرحوا بالتفصيل طريقة عملها. وبما أن هذه المؤسسات تستند إلى نصوصٍ بهائيةٍ موثوقةٍ، فإن البهائيين يرون فيها طابعًا إلهيًا، ويقارنون بين وفرة التوجيهات المستمدة من كتبهم المقدسة وبين قلة النصوص التي تقوم عليها المؤسسات الدينية في اليهودية والمسيحية والإسلام.
أوضح بيت العدل الأعظم أن من بين مسؤوليات المحافل الروحانية المحلية أن تكون "قنواتٍ للتوجيه الإلهي، ومخططين للعمل التعليمي، ومطورين للموارد البشرية، وبناةً للمجتمعات، ورعاةً محبين للجماهير". وعلى المستوى العملي، تقوم هذه المحافل بتنظيم المجتمعات البهائية المحلية عبر إدارة صندوقٍ بهائيٍ محلي، وامتلاك المركز البهائي المحلي إن وجد، وتنظيم الفعاليات البهائية، وتقديم الإرشاد للبهائيين في التعامل مع الصعوبات الشخصية، والمساعدة في تنظيم الزيجات والجنازات البهائية، وتوفير برامج تعليمية للبالغين والأطفال، والدعوة إلى الدين البهائي محليًا، وتعزيز المشاريع التي تخدم التنمية الاجتماعية والاقتصادية للمنطقة، بالإضافة إلى تسجيل الأعضاء الجدد في الدين. وتقوم المحافل الروحانية بتعيين أفرادٍ، وتشكيل فرق عملٍ ولجانٍ للقيام بمختلف مهامها.
أما المحافل الروحانية المركزية، فتؤدي دورًا مماثلًا على المستوى الوطني، وأيضًا تنسق نشر وتوزيع الأدب البهائي، وتقيم علاقاتٍ مباشرةً مع المنظمات الوطنية والهيئات الحكومية، وتشرف على عمل المحافل الروحانية المحلية والمجالس الإقليمية في بعض البلدان، وتحدد الحدود القضائية البهائية المحلية، وتوفر مختلف الخدمات والبرامج التعليمية، كما تضع النغمة والاتجاه العام للمجتمع على الصعيد الوطني.

## تشكيل المحافل الروحانية

### المحافل الروحانية المحلية
يعود أصل مؤسسة المحفل الروحاني المحلي إلى كتاب الشرع البهائي الذي أنزله بهاءالله، الكتاب الأقدس:
"وقد أمر الرب أن يُنشأ في كل مدينةٍ بيت عدلٍ يجمع فيه المستشارون إلى عدد البهاء، وإذا زاد العدد على هذا العدد فلا بأس." فعليهم أن يحسبوا أنفسهم داخلين إلى حضرة الله تعالى، وناظرين إلى من لا يُرى. ينبغي لهم أن يكونوا أمناء الرحماء من بين الناس، وأن يعتبروا أنفسهم أوصياء الله على كل من يسكن الأرض. "ويجب عليهم أن يتشاوروا، وأن ينظروا إلى مصالح عباد الله من أجله كما ينظرون إلى مصالح أنفسهم، وأن يختاروا ما هو لائقٌ ولائق.
تعطي الآية للمؤسسة اسمًا، وتحدّد عدد أعضائها الأدنى بتسعة، حيث إن "عدد بهاء" يشير إلى القيمة العددية لحروف الكلمة، وهو تسعة، كما تكلفها بمسؤولية عامةٍ تتمثل في رعاية رفاهية الآخرين كما يعتني الإنسان بنفسه. وعلى الرغم من أن المؤسسة المذكورة محليةٌ، إلا أن بهاءالله تناول في الكتاب الأقدس أيضًا مسؤوليات بيت العدل الأعظم.
وتم تنظيم أول هيئةٍ استشاريةٍ بهائيةٍ رسميةٍ تحت إشراف عبدالبهاء على يد الحاج آخوند في طهران سنة 1897م، وأصبحت هيئةً منتخبةً بحلول سنة 1899م. ونظرًا للصعوبات التي واجهتها إيران بسبب اضطهاد البهائيين، عملت هيئة طهران على تنسيق الأنشطة البهائية المحلية والوطنية. ولم يعرف بعد تحت أي اسمٍ تم تنظيم هذه الهيئة.
إن تطور المجتمع البهائي في الولايات المتحدة خلال تسعينيات القرن التاسع عشر استلزم إنشاء هيئاتٍ استشاريةٍ بهائيةٍ محليةٍ هناك. ففي سنة 1899م، انتخب البهائيون في شيكاغو مجلسًا محليًا استنادًا إلى وعيهم بأحكام كتاب الأقدس، الذي كان قد بدأ تداوله بترجمةٍ إنجليزيةٍ مؤقتةٍ على شكل مخطوطةٍ منذ أوائل سنة 1900م. كما انتخب البهائيون في نيويورك "مجلس المستشارين" في شهر كانون الأول 1900م. وفي سنة 1901م، أُعيد تنظيم هيئة شيكاغو، وأُعيد انتخاب أعضائها، واتخذت الهيئة اسم "بيت العدل للبهائيين في شيكاغو، إلينوي".
في سنة 1902م، أرسل عبدالبهاء لوحًا بالغ الأهمية إلى الهيئة الحاكمة في شيكاغو، قال فيه: "لتكن تسمية تلك الهيئة 'المحفل الروحاني'، وذلك لأن استخدام مصطلح 'بيت العدل' قد يدفع الحكومة لاحقًا إلى الاعتقاد بأنها تعمل كمحكمةٍ قانونيةٍ، أو تهتم بالشؤون السياسية، أو أنها قد تتدخل مستقبلًا في شؤون الحكومة... وقد تم اعتماد نفس التسمية عالميًا في جميع أنحاء إيران." ولهذا السبب، لا تزال الهيئات الحاكمة المحلية والوطنية البهائية تُعرف حتى يومنا هذا باسم "المحافل الروحانية".
شهد العقد الأول من القرن العشرين انتشار المحافل الروحانية المحلية، إلا أن هذه المحافل كانت غالبًا تجهل توجيهات عبدالبهاء، مما أدى إلى تنوع أسمائها باللغتين الإنجليزية والفارسية، مثل "مجلس المجلس"، و"مجلس الاستشارة"، و"بيت الروحانية"، و"اللجنة التنفيذية". ولأنهم لم يكونوا على علمٍ بأن عبدالبهاء طلب من بهائيي شيكاغو انتخاب هيئتهم كل خمس سنواتٍ، كانت الانتخابات تجرى عادةً سنويًا أو حتى نصف سنويًا. تراوح عدد الأعضاء في هذه الهيئات بين خمسة إلى تسعة عشر عضوًا، باستثناء مدينة نيويورك، حيث قال عبدالبهاء في سنة 1911م إنه ينبغي انتخاب سبعة وعشرين عضوًا من أجل تحقيق الشمولية وتعزيز الوحدة بين المجموعات البهائية المختلفة في المدينة.
كانت العضوية في البداية حكرًا على الرجال حتى أعلن عبدالبهاء في سنة 1911م أنه ينبغي انتخاب النساء أيضًا في الهيئات الحاكمة المحلية في الولايات المتحدة، بينما استمر استبعاد النساء من المحافل المحلية في إيران حتى خمسينيات القرن العشرين بسبب الأعراف الثقافية السائدة هناك.
وخلال الفترة من سنة 1900م إلى سنة 1911م، وُجدت هيئاتٌ استشاريةٌ معروفةٌ في كينوشا بولاية ويسكونسن وبوسطن بولاية ماساتشوستس وواشنطن العاصمة وسبوكان بولاية واشنطن، وشمال مقاطعة هدسون بولاية نيوجيرسي، ومنطقة سان فرانسيسكو الكبرى بولاية كاليفورنيا في الولايات المتحدة؛ وفي بومباي في الهند إبان الحكم البريطاني؛ وفي القاهرة تحت حكم الخديوية المصرية؛ وفي عكا تحت حكم الدولة العثمانية في سوريا؛ وفي باكو وتبليسي وعشق آباد وسمرقند ضمن الإمبراطورية الروسية؛ وكذلك في مشهد وعبادة وقزوين وتبريز في بلاد فارس. وكانت هناك أيضًا هيئاتٌ استشاريةٌ خاصةٌ بالبهائيين من أصولٍ يهوديةٍ وزرادشتيةٍ في طهران، إضافةً إلى هيئاتٍ استشاريةٍ للنساء في عددٍ من المجتمعات البهائية.
وبما أن الجهود المبذولة لتنظيم الهيئات الاستشارية البهائية المحلية ظلت غير رسمية، فقد تم تأسيس عددٍ قليلٍ من الهيئات الإضافية بحلول سنة 1921م، مع بعض الاستثناءات البارزة مثل كليفلاند في أوهايو ولندن، في حين انتهى عمل بعض الهيئات في الولايات المتحدة. وعند توليه ولاية الأمر البهائي، قرأ شوقي أفندي وصية عبدالبهاء، وجعل من إنشاء المحافل الروحانية المحلية أولويةً مبكرةً.
وقد أشار في رسالته العامة الثانية إلى البهائيين في العالم، المؤرخة في 5 آذار 1922م، إلى "الضرورة الحيوية لوجود محفلٍ روحانيٍ محليٍ في كل منطقةٍ يتجاوز فيها عدد المؤمنين البالغين المعلنين تسعة أشخاص". كما نقلت الرسالة اقتباساتٍ موسعة من بهاءالله وعبدالبهاء حول أغراض وواجبات المحافل الروحانية.
كانت النتيجة انتشارًا سريعًا للمحافل الروحانية المحلية، حيث شملت قائمة عام 1928 البلدان التالية: أستراليا (6 محافل)، البرازيل (1)، بورما (3)، كندا (2)، الصين (1)، مصر (1)، إنجلترا (4)، فرنسا (1)، الهند (4)، اليابان (1)، كوريا (1)، لبنان (1)، نيوزيلندا (1)، فلسطين (1)، إيران (5)، روسيا (1)، جنوب أفريقيا (1)، سويسرا (1)، سوريا (1)، تركيا (1)، والولايات المتحدة (47). وبذلك وصل إجمالي عدد المحافل الروحانية المحلية في جميع أنحاء العالم إلى 85 محفلًا.
بحلول عام 2001م، كان هناك 11,740 محفلًا روحانيًا محليًا في جميع أنحاء العالم. يُعتبر هذا الرقم مؤشرًا على النمو الملحوظ في عدد هذه المحافل، التي تُعدّ من الركائز الأساسية في الهيكل الإداري للديانة البهائية.

### المحافل الروحانية المركزية
تم ذكر المحافل الروحانية المركزية لأول مرةٍ في وصية عبدالبهاء، ولكن لم يتم تأسيسها رسميًا إلا بعد سنواتٍ من تداول محتويات الوصية، التي أصبحت متاحةً للعامة في أوائل عام 1922م. في عام 1909م، كتب هيبوليتي دريفوس-بارني عن دور بيت العدل المركزي (كما كان يعرف آنذاك) في كتابه "الدين العالمي: البهائية، صعودها وأهميتها الاجتماعية". في نفس العام، انتخب البهائيون في الولايات المتحدة وكندا "لجنةً تنفيذيةً" مكونةً من تسعة أعضاءً للجنة معبد البهائيين، وهي هيئةٌ استشاريةٌ قاريةٌ تم تشكيلها لبناء دار العبادة البهائية في ويلميت، إلينوي، إحدى ضواحي شيكاغو. فيما بعد، قامت لجنة معبد البهائيين، التي كانت تعقد مؤتمراتٍ سنويةً، بتعيين لجان لنشر الأدب البهائي، وتنسيق انتشار الدين البهائي في أمريكا الشمالية، ومراجعة المنشورات البهائية للتأكد من دقتها. بحلول وفاة عبدالبهاء في نوفمبر 1921م، كانت لجنة معبد البهائيين قد عملت كهيئةٍ تنسيقيةٍ "وطنيةٍ" بهائيةٍ.

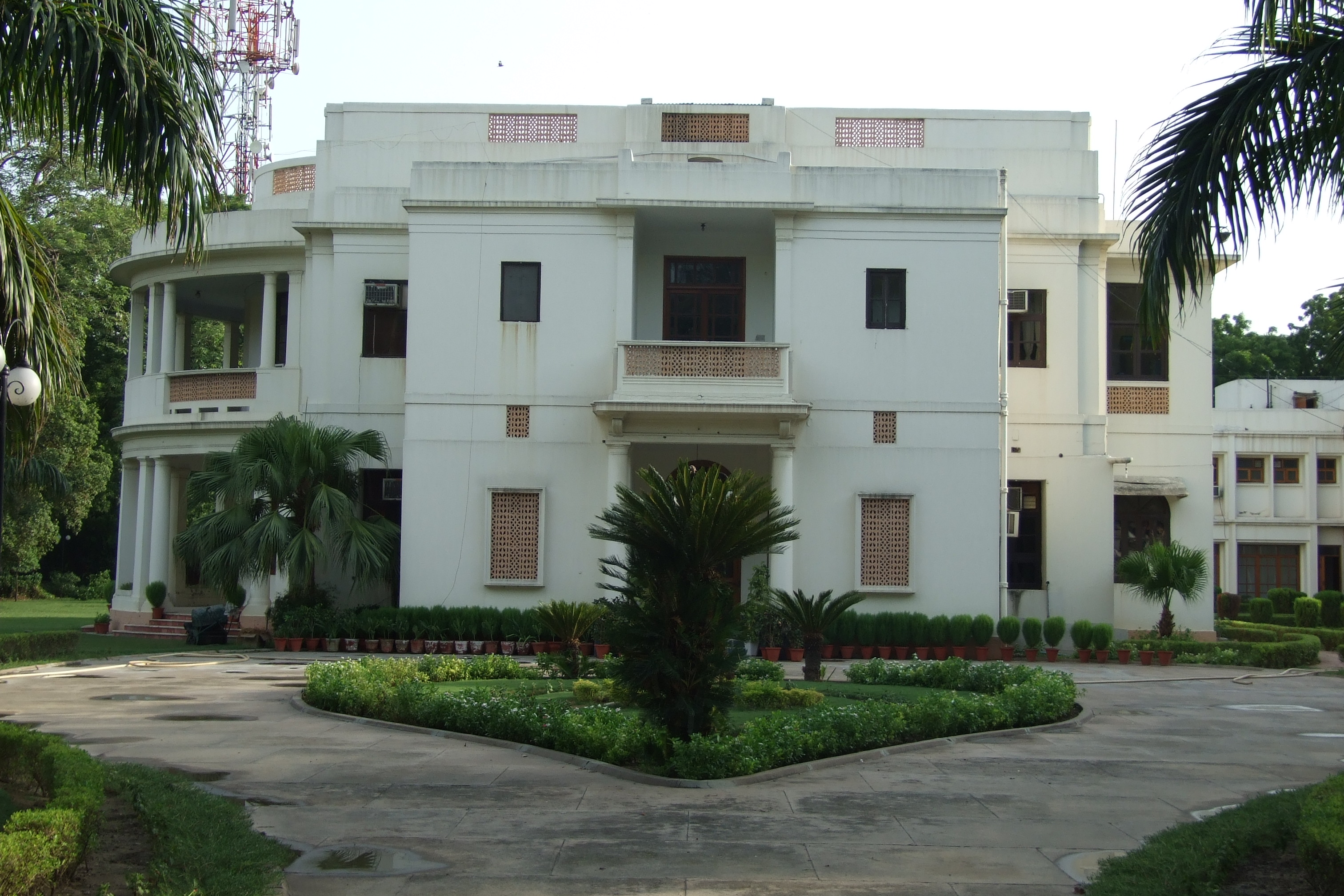
مركز بهائي، نيودلهي.

في نفس الرسالة الموجهة إلى البهائيين في العالم بتاريخ 5 من شهر آذار 1922م، التي دعت إلى انتخاب المحافل الروحانية المحلية، دعا شوقي أفندي البهائيين أيضًا إلى انتخاب المحافل الروحانية المركزية "بشكلٍ غير مباشرٍ". وقد عدد اللجان التي ينبغي أن يشكلها المحفل الروحاني المركزي ليتمكن من أداء مسؤولياته. يشير مصطلح "الانتخابات غير المباشرة" إلى العملية التي ذُكرت في وصية عبدالبهاء، حيث يتم انتخاب مندوبٍ واحدٍ أو أكثر من كل منطقةٍ ليمثلوا البهائيين في مؤتمرٍ وطنيٍ ويصوّتوا على الأعضاء التسعة للمحفل الروحاني المركزي.
وقد أدرجت مجلة "العالم البهائي" في عددها الصادر عام 1928م تسعة محافل روحانيةٍ مركزيةٍ: بلاد فارس (إيران)، الولايات المتحدة وكندا وألمانيا وبريطانيا العظمى وأيرلندا والهند وبورما ومصر وتركستان والقوقاز والعراق. ومن بين هذه الهيئات، كان المحفل الإيراني هو "المحفل الروحاني المركزي" في طهران، التي ينتخبها البهائيون في تلك الجامعة. ولم يكن من الممكن إعداد قائمة عضويةٍ وطنيةٍ للبهائيين تسمح بانتخاب المندوبين وعقد مؤتمرٍ وطنيٍ تمثيليٍ بالكامل إلا في عام 1934م. ومن الممكن أن تكون هيئات تركستان والقوقاز هي الأولى في هذه العملية.
بحلول عام 1953م، ارتفع عدد المحافل الروحانية المركزية في جميع أنحاء العالم إلى 12؛ وفي عام 1963م، إلى 56؛ وبحلول عام 1968م، إلى 81؛ وبحلول عام 1988م، إلى 148؛ وبحلول عام 2001م، إلى 182.
كان جزءًا مهمًا من هذه العملية هو إنشاء مجالس "إقليمية". فبحلول عام 1951م، تم انتخاب محفل روحاني مركزي واحد لكل دول أمريكا الجنوبية، ولكن بحلول عام 1963م، أصبح لكل دولةٍ تقريبًا في تلك القارة محفلها الروحاني المركزي الخاص بها. ولا تزال المحافل الروحانية المركزية في طور التشكيل في بعض المناطق من العالم التي تسعى لتحقيق الحرية الدينية.
تم تشكيل بعض المحافل الروحانية المركزية في مناطق أصغر من الدول: على سبيل المثال، ألاسكا وهاواي وبورتوريكو، حيث تمتلك كلٌ منها هيئاتٍ "وطنيةً" خاصةً بها لأنها منفصلةٌ جغرافيًا عن الولايات المتحدة الأمريكية. كما أن صقلية لديها هيئاتها الخاصة، وذلك بناءً على توجيه شوقي أفندي الذي قال إن الجزر الكبرى، مثل تلك الموجودة في منطقة البحر الكاريبي، يجب أن تنتخب محافل روحانية مركزية مستقلة.

## مهام المحافل الروحانية المحلية والمركزية
على النّطاق المحلّي، يتم إدارة شؤون المجتمع البهائي عن طريق محفلٍ روحانيٍ محلّيٍ في كل مدينةٍ أو قريةٍ يكون فيها عدد البهائيّين الذين أتموا سن الحادية والعشرين تسعةً فأكثر. ويتكــوّن المحفل من تسعة أعضاء، يُنتَخبون من بين رجال ونساء المجتمع البهائي المحلي. ومن مسئوليات أعضاء المحافل الرّوحانيّة المحليّة التشاور في مصالح الجامعة، ويتم اتخاذ القرارات بالإجماع بعد إجراء المشورة الهادئة الهادفة وإلاّ فبالأكثرية. ولان أعضاء هذه المحافل من الأشخاص الذين يقيمون في هذه المناطق، والذين تم انتخابهم حسب إرادة الجامعة المحلية، فهم على علمٍ باحتياجات مجتمعهم المحلي ومؤهلون لإدارة شؤونه. ويحثّ البهائيون على اتباع قرارات المحافل المحلية بطاعةٍ قلبيةٍ خالصةٍ، ولكن للأفراد، عند الضرورة، حقّ عرض وجهة نظرهم على المحافل المحلية، على أن يتم ذلك بكل احترامٍ للهيئة الإدارية المنتخبة. ويتم انتخاب المحافل المحلية في 21 إبريل من كل عامٍ.
تكوّن المحافل الرّوحانيّة المحلّية الوحدة الأساسيّة لنظام بهاءالله العالمي، وتهتم بالأفراد والعائلات البهائية، وتشجعهم على إقامة مجتمعٍ بهائيٍ قائمٍ على الأوامر والتعاليم والمبادئ التي أعلنها بهاء الله، وتقديم الخدمات الإدارية للجامعة البهائية المحلية. وتقع عليها أيضًا مسؤولية تجديد قواعد الأخلاق، وبعث حياة اجتماعية تتسم بالانسجام والتفاهم بين الناس، والعمل على خدمة مصالح المناطق والأقاليم والأمم التي تنتمي إليها تلك الجامعات. فبالإضافة للعمل على دعم وتيسير الشؤون الإدارية للجامعة البهائية المحلية، فإن على المحافل المحلية المشاركة الفعالة، ودعم المشاريع المحلية التي قد تساعد على خلق روح الإخاء والتعاون بين أفراد المجتمع المحلي، وتشجيع أفراد الجامعة على المشاركة بالنشاطات الاجتماعية والخيرية والبيئية، والمساهمة في نشر مبدأ وحدة العالم الإنساني. وعليها أيضًا أن تحترم قوانين مجتمعاتها وتتقيّد بها، بدون أن يكون لها، حسب المبادئ البهائية، أية مشاركةٍ أو تمثيلٍ سياسيٍ على النطاق المحلي أو الدولي.
وكما الحال في المحافل الروحانية المحلية، تتشكل جميع المحافل الروحانية المركزية من تسعة أعضاءٍ يتم انتخابهم سنويًا، عادةً خلال عيد الرضوان (من 21 من شهر نيسان إلى 2 من شهر أيار). ويتم انتخاب أعضاء المحافل المركزية من قِبَل وكلاء عن المجتمعات البهائيّة المحلية، وينتخب الأعضاء من بين البهائيّين، رجالاً ونساءً، الذين أتموا سن الحادية والعشرين والمقيمين بالقُطر. تُجرى جميع الانتخابات البهائية بشكلٍ سريٍ في جوٍ من الأدعية والروحانية، حيث يُحظر الترشيح أو الحملات الانتخابية أو مناقشة الأشخاص المرشحين. يخدم أعضاء المحافل الروحانية المركزية بشكلٍ جماعيٍ كهيئةٍ انتخابيةٍ لانتخاب أعضاء بيت العدل الأعظم، الهيئة الحاكمة العليا للدين البهائي، والتي تم تشكيله لأول مرةٍ في عام 1963م.
ويُشرف المحفل الروحاني المركزي على إدارة شؤون البهائيّين في تلك الدولة بما في ذلك المحافل الرّوحانيّة المحليّة في المدن والقرى المختلفة. وكما هو الأمر فيما يتعلق بالمحافل الروحانية المحلية، فإنه لا يُسمح بالترشيح للانتخابات، ولا القيام بالدعايات الانتخابية من قِبل أعضاء الجامعة أو غيرهم. تتم الانتخابات عن طريق الإدلاء بالرأي بالاقتراع السرّي. وتخضع المحافل الروحانية المركزية في جميع أنحاء العالم لدستورٍ يوضّح سلطاتها وواجباتها وكيفية الإشراف على جميع الأنشطة والشؤون البهائية في البلد الذي تتواجد فيه. والمحفل المركزي هو الهيئة التي تمثل شؤون البهائيين العامة في تلك الدولة، وخاصةً فيما يتعلق بعلاقة الجامعة الرسمية مع المؤسسات الرسمية لتلك الدولة، وذلك مع الحفاظ على مبدأ عدم التدخل في الأمور الحزبية والسياسية.

## الملاحظات
1. ↑  Warburg, Margit. (2006). Citizens of the world : a history and sociology of the Bahaʹis from a globalisation perspective. Leiden: Brill. ص. 209. ISBN:978-90-474-0746-1. OCLC:234309958.
2. ↑  شوقي أفندي (1968). Baháʼí Administration - Selected Messages 1922–1932. Baháʼí Publishing Trust, Wilmette, Ill. p. 20. نسخة محفوظة 2025-01-15 على موقع واي باك مشين.
3. ↑  Hippolyte Dreyfus [خطأ: تحقق من وسيط ورمز اللغة](1909). The Universal Religion: Bahaism, Its Rise and Social Import. Cope and Fenwick, London. pp. 126-51. نسخة محفوظة 2021-10-28 على موقع واي باك مشين.
4. ↑  مؤمن، مؤمن (2009). فهم الدين البهائي. تعريب: رمزي زين (ط. الطبعة الأولى). الفرات للنشر والتوزيع. ص. 204. ISBN 9953-417-65-2.
5. ↑  مؤمن، مؤمن (2009). فهم الدين البهائي. تعريب: رمزي زين (ط. الطبعة الأولى). الفرات للنشر والتوزيع. ص.203-204. ISBN 9953-417-65-2.
6. 1 2
7. ↑  مؤمن، مؤمن (2009). فهم الدين البهائي. تعريب: رمزي زين (ط. الطبعة الأولى). الفرات للنشر والتوزيع. ص. 208. ISBN 9953-417-65-2.

## الروابط الخارجية
- تشكيل الجمعيات الروحية الوطنية ، لمحة تاريخية.